# Royal Irish Constabulary
La Royal Irish Constabulary (RIC) o Reial Policia Irlandesa va ser el cos de policia més important d'Irlanda durant la segona meitat del segle XIX i el primer quart del XX. A part de la RIC, a Irlanda hi havia altres cossos com la Policia Metropolitana de Dublín, que actuava a la capital i anava sense armes, i divisions especials de la RIC operaven separadament a Derry i Belfast. El mot constabulary es deriva de constable, o sigui conestable. El terme ha tingut diversos significats segons les èpoques i els llocs. En anglès britànic, constable és sinònim d'oficial de policia.
Després de la seva desaparició el 1922, la RIC va ser reemplaçada per dues noves forces: a l'Estat Lliure Irlandès, germen de l'actual República d'Irlanda, es va crear la Garda Síochána (literalment, Guardians de la Pau), mentre que la Royal Ulster Constabulary, la Reial Policia de l'Ulster (substituïda pel Police Service of Northern Ireland després de l'Acord de Divendres Sant) patrullava Irlanda del Nord, que va romandre al Regne Unit. La Policia Metropolitana de Dublín va ser desmantellada el 1925 i absorbida per la Garda Síochána. Al voltant del 75% dels efectius eren catòlics, i la resta membres d'altres Esglésies cristianes. El reeixit sistema aplicat per la RIC va fer que s'apliqués a la creació de la Policia Muntada del Canadà, la Policia de Victòria a Austràlia i la Royal Newfoundland Constabulary de Terranova i Labrador.

## Història

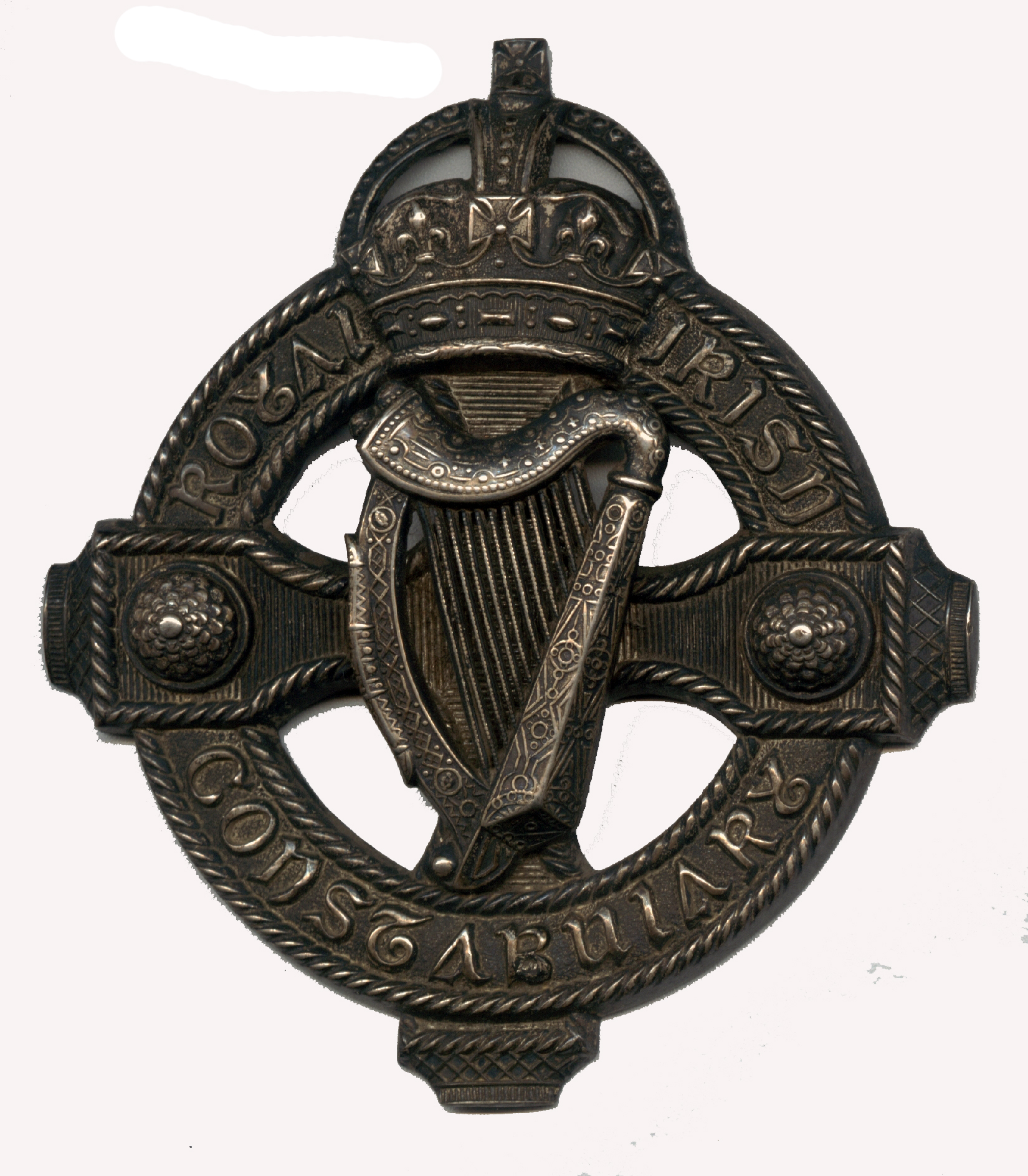
Insígnia de la Divisió Muntada de la RIC

Les primeres forces policials organitzades a Irlanda sorgiren a través de la Peace Preservation Act el 1814, de la qual cosa Sir Robert Peel (1788–1850) fou a bastament responsable - de fet els noms col·loquials "Bobby" i "Peeler" es deriven del seu nom Robert i Peel, - i l'Irish Constabulary Act formà les constabularies provincials. La llei de 1822 establia una força a cada província amb conestables en cap i inspectors generals sota l'autoritat de l'administració civil del Regne Unit per a Irlanda, controlada per l'administració del Castell de Dublín. En 1841, aquesta força ascendia a més de 8,600 homes. La força original s'ha reorganitzat sota la Llei de 1836, i el primer codi normatiu de la policia fou publicat el 1837. La disciplina era estricta i els sous baixos. La policia es va enfrontar als disturbis civils entre els pobres rurals d'Irlanda, i va participar en sagnants enfrontaments durant el període de la Guerra del Delme. Es van produir altres desplegaments en contra d'organitzacions com els ribonistes, que atacaven els propietaris, les propietats i els valors.
La nova policia primer va demostrar la seva eficàcia contra l'agitació civil i el separatisme irlandès durant les reunions monstre de Daniel O'Connell del 1843 on s'instava a la derogació de l'Acta d'Unió Parlamentària i la campanya de la Jove Irlanda liderada per William Smith O'Brien el 1848, tot i que no va poder contenir la violència en l'anomenada "Batalla de Dolly's Brae" en 1849 (que va provocar una Party Processions Act - Llei de processons de partit - per regular les manifestacions sectàries). Això fou seguit per un període de relativa calma.
L'adveniment de la Germandat Republicana Irlandesa, fundada el 1858, va portar un pla per a un aixecament armat. L'acció directa va començar amb l'alçament fenià de 1867. Els fenians va atacar les casernes de policia més aïllades i les estacions més petites. Aquesta rebel·lió va ser sufocada amb una eficiència despietada. La policia s'havia infiltrat entre els fenians amb informants. L'èxit de la Policia Republicana durant el brot va ser recompensat per la reina Victòria que va concedir la força el prefix 'Royal' (reial) el 1867 i el dret a usar la insígnia del Molt Il·lustre Orde de Sant Patrici en el seu motiu. La RIC va presidir una marcada disminució de la delinqüència en general a tot el país. El descontentament rural inestable de principis del segle xix, caracteritzat per organitzacions secretes i assemblees armades fora de llei fou efectivament controlat. La vigilància general es va convertir en una rutina de control de delictes menors, com ara la destil·lació de l'alcohol il·legal, l'embriaguesa pública, robatoris menors, i delictes contra la propietat dolosos. En el període de depressió comprès entre 1879 i 1882 va esclatar una guerra de la terra que causà certa inquietud general.
A Belfast, amb el seu auge industrial, la població activa es multiplicava exponencialment, amb un creixement de cinc vegades en cinquanta anys. Gran part de l'augment va sorgir de la migració catòlica i va haver-hi greus disturbis sectaris en 1857, 1864, 1872 i 1886. Com a resultat, la petita força cívica Belfast Borough Police es va dissoldre i la responsabilitat per l'actuació policial va passar a la RIC.
Durant la vaga del moll de Belfast de 190, tot seguint la crida del líder sindical Jim Larkin, una part de la RIC es van declarar en vaga després que el conestable William Barrett fos suspès per la seva negativa a escortar un locomòbil conduït per un esquirol. Al voltant del 70% de la força de policia de Belfast va declarar el seu suport als vaguistes i foren encoratjats per Larkin per dur a terme la seva pròpia vaga per tal d'obtenir salaris més alts i una millor pensió. Mai va arribar a bon terme, però, atès que policies dissidents van ser traslladats fora de Belfast quatre dies abans que la vaga comencés. Barrett i altres sis policies van ser acomiadats i tropes nouvingudes de l'Exèrcit britànic van ser desplegades a Belfast. La vaga portuària va acabar el 28 d'agost de 1907.
L'existència de la RIC estigué cada cop més trasbalsada per l'ascens de la campanya d'autogovern a principis del període del segle XX abans de la Primera Guerra Mundial Sir Neville Chamberlain va ser nomenat Inspector General en l'any 1900. Els seus anys a la RIC va coincidir amb el sorgiment d'una sèrie d'organitzacions polítiques, culturals i esportives amb l'objectiu comú d'afirmar la separació d'Irlanda d'Anglaterra. L'èxit potencial de la tercera Home Rule Bill en 1912 va introduir tensions greus: els opositors al projecte de llei van organitzar els Ulster Volunteers el gener de 1913 mentre que els partidaris van formar els Voluntaris Irlandesos en resposta. Aquests dos grups tenien més de 250.000 membres, organitzats com a eficaços exèrcits privats. En informes adreçats al secretari en cap per a Irlanda, Agustin Birrell i al subsecretari, Sir Mathew Nathan, Chamberlain va advertir que els Voluntaris Irlandesos es preparaven per organitzar una insurrecció i proclamar la independència d'Irlanda. No obstant això, a l'abril de 1916, quan Nathan li va mostrar una carta del comandant de l'exèrcit al sud d'Irlanda on es parlava d'un previst desembarcament d'armes a la costa sud-oest i un aixecament previst per Pasqua, tots dos dubtaren que hi hagués cap fonament per al rumor". L'Alçament de Pasqua va començar el 24 d'abril del 1916, dilluns de Pasqua, i va durar sis dies. Acabà només quan gran part del Carrer O'Connell havia estat destruït pel foc d'artilleria. Tot i que la Comissió Reial sobre la rebel·lió del 1916 va exonerar la RIC de qualsevol culpa per l'aixecament, Chamberlain ja havia renunciat al seu càrrec, juntament amb Birrell i Nathan.

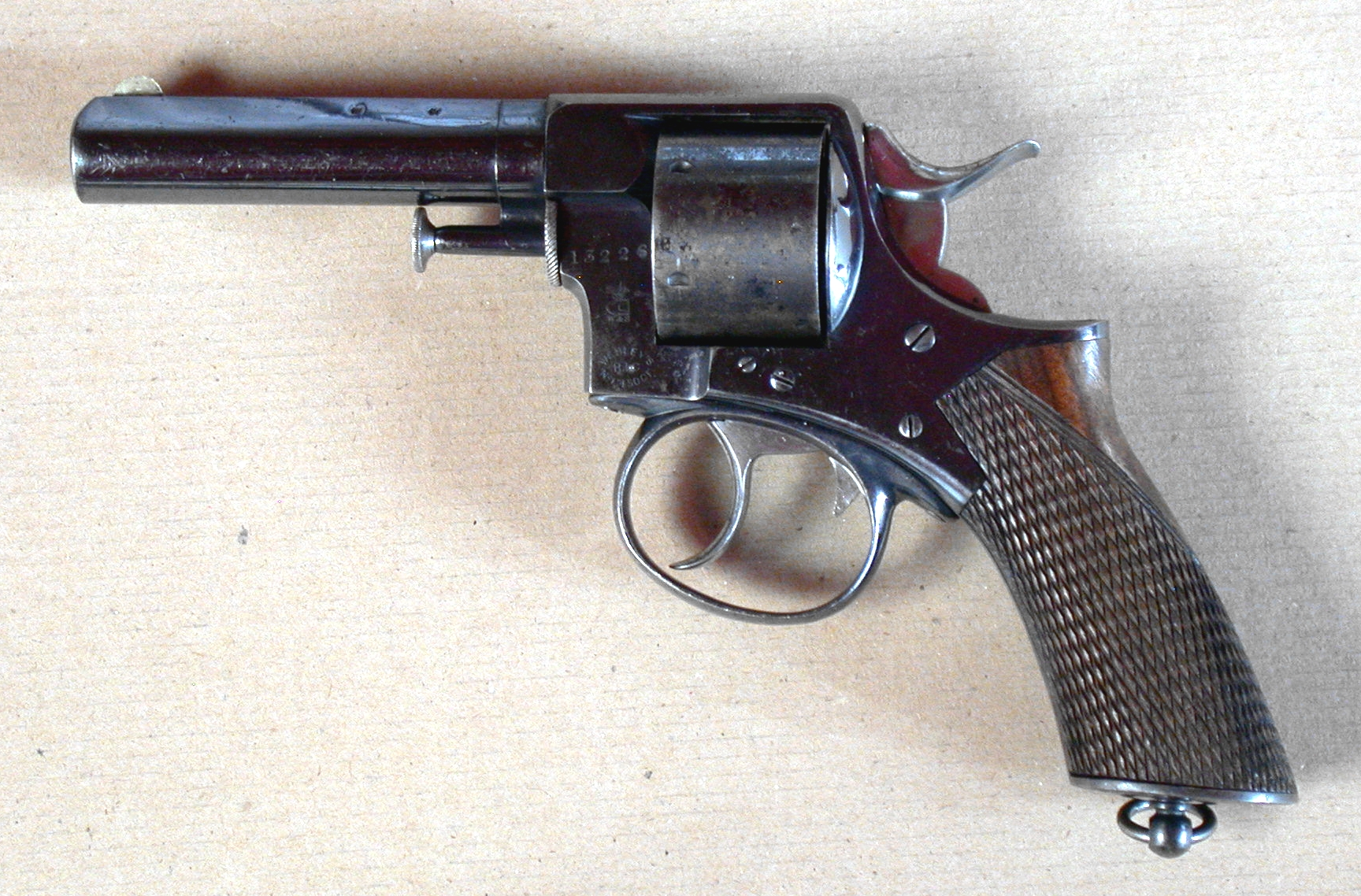
Revòlver Webley de la Royal Irish Constabulary

## Caràcter de la RIC
Per al Regne Unit, tant la idea de policia com la de la paraula en si no agradaven com a "símbol de l'opressió estrangera", i l'estat va trigar més que els seus veïns a desenvolupar serveis de policia: la Policia Metropolitana de Londres, per exemple, es va establir només set anys abans de la RIC. I la RIC, com a resultat, es va desenvolupar en dues direccions. Fins a cert punt, tenia un esperit gairebé militar, amb casernes, carrabines, i una distinció de classe viva entre oficials i soldats; i utilitzava un uniforme verd fosc amb botons negres i insígnies, semblant a la dels regiments de fusellers de l'exèrcit britànic. No obstant això, també va seguir les tendències de les policies civils a la resta del Regne Unit en preferir termes militars de rang més emol·lients com ara "conestable" i "inspector"; i hi va haver un gest cap a l'actuació policial per consentiment en el seu intent perquè coincidissin les destinacions dels seus homes amb l'afiliació religiosa de les comunitats a les que anaven a fer de policia.
L'execució de les ordres de desnonament a la Irlanda rural va causar que la pobra població catòlica desconfiés àmpliament de la RIC, a mesura que s'acostava la meitat del segle xix, però la relativa calma dels últims períodes victorià i eduardià va portar a l'augment, si bé a contracor, del seu respecte. Des de la dècada de 1850 la RIC va dur a terme una sèrie de funcions governamentals civils i locals, juntament amb les seves de policia, tot integrant els conestables amb les seves comunitats locals. A les zones rurals l'atenció se centrava en gran part en problemes menors, com ara la destil·lació, les baralles de galls, borratxos i conductes desordenades, i gossos i armes de foc sense llicència, amb l'única assistència ocasional a desallotjaments o aldarulls; i les detencions tendien a ser esdeveniments relativament rars. Malgrat el seu estatus armat, els conestables poques vegades portaven armes; un única corretja a la cintura amb manilles i bastó. Sovint, juntament amb el sacerdot, tindrien un paper informal de lideratge en la comunitat, i, en ser homes alfabetitzats, podrien ser cridats per les persones que necessitaven ajuda amb les formes i les cartes.
Mentre que les "casernes" a les ciutats s'assemblaven a les de l'exèrcit britànic, també es va utilitzar el terme per a les petites comissaries de camp, que consistien en un parell de cases ordinàries amb una sala de dia i algunes habitacions; les instal·lacions eren llogades per les autoritats als terratinents i es podien moure entre diferents llocs d'un llogaret. La paga era baixa, i era assumida per les autoritats que aconseguirien llet, ous, mantega i patates com a regals de la població local. El 1901 hi havia al voltant de 1.600 casernes i uns 11.000 conestables.
La majoria dels conestables a les zones rurals s'extreia de la mateixa classe social, religió i ambient que els seus veïns. Es van prendre mesures, no sempre amb èxit, per mantenir una relació de certa distància entre la policia i la gent. Els conestables a càrrec de les comissaries de policia feien una elaborada sèrie d'informes periòdics als seus superiors, i de tant en tant serien moguts pel districte per tal d'evitar que desenvolupessin coneixences massa properes. a un conestable no se li permetia de casar-se fins que hagués estat a la força durant alguns anys, i no se suposava que treballés ni al seu comtat natal, ni en el de la seva esposa.
Durant el tancament patronal de 1913 el RIC fou enviat a donar suport a la Policia Metropolitana de Dublín en la vigilància d'esquirols i control de les reunions públiques. El 31 d'agost 1913 a 13:30 el DMP i RIC es van amotinar al carrer O'Connell, atacant el que pensaven que era una multitud que arribava a sentir parlar el sindicalista Jim Larkin. Però anaven errats del tot; tot i que Larkin va arribar, d'esquitllentes, a l'Hotel Imperial propietat del principal empresari responsable de la vaga, portat per Nellie Gifford, i que alguns partidaris del sindicat ITGWU estaven presents, la multitud que esperava per Larkin estava a 2 quilòmetres de distància, a Croydon Park; les persones que reberen les bastonades foren principalment les que tornaven a casa després de la missa. Dos sindicalistes, John Byrne i James Nolan, van ser colpejats fins a la mort i entre 400 i 600 persones van resultar ferides. La RIC i l'anteriorment respectat DMP van perdre en gran manera el suport de les classes mitjanes, quan es van publicar fotografies dels carrers i es van revelar les accions policials en la investigació posterior, en què el diputat Handel Booth va dir que els policies "es van comportar com si fossin homes posseïts".

## La Guerra de la Independència
La victòria del Sinn Féin en les eleccions generals de 1918 (conegudes com les eleccions del cupó) va ser seguida per una reunió d'un Parlament Irlandès (el Dáil Éireann) a Mansion House, Dublín, i una declaració unilateral d'independència. Això va crear una dramàtica nova realitat política a Irlanda. Dels 17.000 policies a Irlanda, 513 van ser assassinats per l'IRA entre 1919-21, mentre que 682 van resultar ferits. La gran majoria dels homes que serveixen al RIC en 1919 eren d'origen irlandès i s'havien criat a Irlanda. Dels comandaments de la RIC en 1919, el 60% eren irlandesos protestants i la resta catòlics, mentre que el 70% de les bases del RIC eren catòlics romans i la resta protestants. La RIC estava entrenada per fer la feina de la policia, no la guerra, i estava deplorablement mal preparada per assumir les tasques de contrainsurgència que es requerien en 1919.
El 21 de gener de 1919, data de la primera reunió del Dáil, dos agents de la RIC, Patrick MacDonnell i James O'Connell van ser assassinats a Soloheadbeg, comtat de Tipperary per un escamot de l'IRA mentre custodiaven gelignita destinada a les mines locals. Aquest fet va marcar el començament efectiu de la Guerra d'Independència d'Irlanda. L'Exèrcit Republicà Irlandès, sota la direcció de Michael Collins va iniciar una campanya d'atacs sistemàtics contra les forces del Regne Unit. Mentre que l'exèrcit britànic controlava les ciutats, la RIC era la primera línia en les zones rurals.
A partir de la tardor de 1919, la RIC es va veure obligada a abandonar les casernes més aïllades. L'IRA va declarar un boicot general cap als membres del cos i les corts del Dáil, sota els auspicis del Sinn Féin i de l'IRA van promoure la creació de noves forces policials. Els membres de la RIC eren amenaçats, i diversos d'ells van ser assassinats. A l'octubre de 1920, es van apujar els sous pagats als agents en compensació pels majors riscos assumits. A les zones rurals, els petits comerciants es negaven amb freqüència a atendre els membres de la RIC per por de represàlies.
A l'octubre del 1920, segons les informacions del govern britànic, 117 membres de la RIC havien estat assassinats i 185 ferits. En tres mesos, 600 homes van abandonar el cos d'un total de 9.500. En el primer trimestre de 1920, 500 casernes situades en zones aïllades van ser evacuades, i 400 d'elles van ser destruïdes per l'IRA per evitar la seva reutilització.
A conseqüència d'aquesta retirada, persones i propietats van quedar desprotegides en moltes zones perifèriques, el que va motivar un auge del crim en general, amb robatoris, assalts, assassinats i destrucció de la propietat. Les grans mansions van ser incendiades, amb freqüència per evitar el seu ús posterior amb finalitats policials o militars. Gran part del ric patrimoni arquitectònic irlandès va ser destruït.
Davant la reducció de força i la desmoralització general de la policia, el govern del Regne Unit va reclutar veterans anglesos i escocesos de la Primera Guerra Mundial i els va enviar a Irlanda a 1920, on van passar a formar unitats de reserva conegudes com els "Black and Tans" i la Divisió Auxiliar de la RIC.
Paddy O'Shea, fill d'un sergent de la RIC va descriure a aquests homes com "una plaga i una benedicció. Van portar ajuda, però intimidaven fins i tot aquells que havien vingut a ajudar". Diversos homes de la RIC van dimitir en protesta per la conducta brutal i indisciplinada i per l'ús de tàctiques de guerra excessives dels nous reclutes.
Alguns oficials de la RIC van cooperar amb l'IRA, bé per convicció, o bé per una combinació de totes dues coses. Un atac a la caserna de la RIC en Cookstown, comtat de Tyrone al juny de 1920 va ser dut a terme amb l'ajuda d'homes de la RIC, de la mateixa manera que la caserna de Schull, a Cork. Fins i tot en els nivells més alts del castell de Dublín hi havia simpatitzants de l'IRA.
L'Acta de Govern d'Irlanda, promulgada al desembre de 1920, va entrar en vigor el 3 de maig de 1921, i comportà la partició de l'illa d'Irlanda en Irlanda del Nord i Irlanda del Sud. No obstant això, el continu malestar va conduir a l'aprovació del Tractat Angloirlandès i l'establiment de l'Estat Lliure d'Irlanda.

## Dissolució de la RIC
El gener de 1922 les delegacions britànica i irlandesa van acordar dissoldre la RIC. La fase de dissolució va començar al cap de poques setmanes, i el personal de la RIC, tant regulars com auxiliars, es retiraren a sis centres al sud d'Irlanda. El 2 d'abril 1922, la força va deixar formalment d'existir, tot i que, de fet, el procés no es va completar fins a l'agost d'aquell any. La RIC va ser reemplaçada per la Guàrdia Cívica (rebatejada com a Garda Síochána l'any següent) a l'Estat Lliure Irlandès i per la Royal Ulster Constabulary a Irlanda del Nord.
Segons una resposta parlamentària a l'octubre de 1922 1,330 els ex-membres de la RIC es van unir al nou RUC a Irlanda del Nord. Això va donar lloc a una força de RUC que tenia un vint-i-u per cent de catòlics romans en els seus inicis en 1922. Atès que els antics membres de la RIC es van retirar en els anys posteriors, aquesta proporció es va reduir de manera constant.
Alguns antics membres de la RIC es van unir a la Garda Síochána. Aquests incloïen els que anteriorment havien ajudat a operacions de l'IRA de diverses maneres. Alguns es jubilaren i l'Estat Lliure d'Irlanda pagà les seves pensions segons el que disposaven els termes de l'acord del Tractat angloirlandès. D'altres, enfrontats encara a amenaces de represàlies violentes,
emigrar amb la seva família a la Gran Bretanya o a altres parts de l'Imperi, amb major freqüència a les forces policials del Canadà, Austràlia, Nova Zelanda, Sud-àfrica i Rhodèsia del Sud. Un nombre d'aquests homes es va unir a la Gendarmeria Palestina, que estava reclutant el Regne Unit en aquell moment.